# Joel Teitelbaum

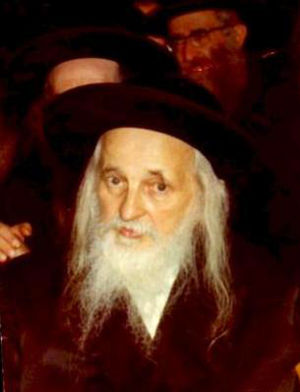
Joel Teitelbaum (1958)

Joel Teitelbaum (13. Januar 1887 in Máramarossziget – 19. August 1979 in New York) war der rumänisch-US-amerikanische Gründer und erste Großrebbe und als solcher das geistliche Oberhaupt der ultraorthodoxen jüdischen Gemeinschaft der Satmarer Chassidim. Er war eine der prägendsten Persönlichkeiten des chassidischen Judentums im 20. Jahrhundert.

## Leben

### Frühes Leben
Joel Teitelbaum wurde in Máramarossziget (heute Sighetu Marmației, Rumänien) als Sohn von Chananyah Yom Tov Lipa Teitelbaum und Chana Ashkenazi geboren. Schon früh zeigte er außergewöhnliche rabbinische Begabung. Nach dem Tod seines Vaters 1904 betrachtete ihn eine Gruppe Anhänger als rechtmäßigen Nachfolger. 1905 zog er nach Satu Mare (Satmar) und gründete dort eine eigene chassidische Gemeinschaft. Nach innergemeindlichen Auseinandersetzungen wurde er 1934 offiziell als Oberrabbiner von Satmar eingesetzt. Seine Jeschiwa wurde zur größten der Stadt und zog zahlreiche Schüler an.

### Immigration in die USA und Gemendeneugründung
Während des Holocaust wurde Teitelbaum 1944 durch den sogenannten Kasztner-Zug vor der Deportation gerettet. Nach einem Zwischenaufenthalt in der Schweiz emigrierte er 1946 nach New York. Dort begann er mit dem Wiederaufbau der vom Holocaust schwer getroffenen Satmarer Gemeinschaft und gründete 1948 die Organisation „Kahal Jetew Lew d’Satmar“. Unter seiner Führung wurde Satmar zur größten chassidischen Gruppierung in New York. Die Gemeinde etablierte sich mit eigenen Institutionen, Schulen und Synagogen, vor allem im Stadtteil Williamsburg.

### Antizionismus
Teitelbaum war bekannt für seine strenge religiöse Haltung und seine kompromisslose Ablehnung des Zionismus. Er vertrat die Ansicht, dass die Gründung eines jüdischen Staates vor der Ankunft des Messias gegen die göttliche Ordnung verstoße. Seine antizionistischen Ansichten legte er in seinem Werk „Vayoel Moshe“ dar. In den 1950er Jahren wurde er Präsident der anti-zionistischen Edah HaChareidis in Jerusalem und gründete 1955 den Central Rabbinical Congress.

### Gründung von Kiryas Joel
1974 zog Joel Teitelbaum mit 40 Familien aus Williamsburg in ein dünn besiedeltes Waldgebiet nahe Monroe County, etwa eine Autostunde nördlich von New York City. Ziel war es, eine abgeschlossene, religiös geprägte Siedlung zu schaffen, fernab städtischer Einflüsse. Die ersten Familien ließen sich dort 1974 nieder, und die Gemeinde wurde nach Teitelbaums Vornamen benannt: „Kiryas Joel“ (Stadt des Joel). Die Siedlung wurde 1977 offiziell als eigenständige Stadt anerkannt und entwickelte sich rasch zu einem Zentrum der Satmarer Chassidim. Teitelbaum selbst war maßgeblich an der Standortwahl und den ersten Schritten beteiligt. Nach seinem Tod 1979 wurde er als Erster auf dem örtlichen Friedhof beigesetzt, und sein Begräbnis zog über 100.000 Trauernde an.

### Tod
Nach einem Schlaganfall 1968 war Teitelbaum gesundheitlich eingeschränkt. Joel Teitelbaum starb am 19. August 1979 in New York. Da seine Kinder bereits vor ihm verstorben waren, folgte ihm sein Neffe Moshe Teitelbaum als Rebbe nach.

## Bedeutung nach seinem Tod
Auch nach seinem Tod prägt Joel Teitelbaum die Satmarer Gemeinde und das chassidische Judentum weltweit. Seine Schriften, insbesondere „Vayoel Moshe“, sind bis heute maßgebend für die theologische und gesellschaftliche Ausrichtung der Satmarer und vieler anderer antizionistischer Gruppen. Die von ihm gegründete Infrastruktur – Schulen, Wohltätigkeitsorganisationen, religiöse Gerichte und soziale Einrichtungen – wurde weiter ausgebaut und dient als Modell für andere ultraorthodoxe Gemeinschaften.
Die Gemeinde Satmar ist nach Teitelbaums Tod weiter gewachsen und zählt heute zu den größten und einflussreichsten chassidischen Gruppierungen weltweit. Kiryas Joel entwickelte sich zu einer der am schnellsten wachsenden Städte in den USA und steht symbolisch für das Streben nach religiöser Autonomie und Gemeinschaftssinn, das Teitelbaum verkörperte.
Sein Vermächtnis zeigt sich auch in der anhaltenden Spaltung der Gemeinde, die nach seinem Tod zwischen seinen Nachfolgern aufgeteilt wurde. Trotz dieser inneren Konflikte bleibt Teitelbaum für viele Satmarer das unangefochtene religiöse und moralische Vorbild. Seine Lehren und sein Lebenswerk beeinflussen weiterhin das Selbstverständnis und die Lebensweise der Satmarer und vieler weiterer chassidischer Gruppen.